# أريثوسا (ثيسالونيكي)
أريثوسا (Αρέθουσα) هي مدينة في ثيسالونيكي في مقاطعة فوريا إلادا في اليونان.
يبلغ عدد سكانها حوالي 900 نسمة.